# 6517 Баззі
6517 Баззі (6517 Buzzi) — астероїд головного поясу, відкритий 21 січня 1990 року.
Тіссеранів параметр щодо Юпітера — 3,817.